# Região Geográfica Intermediária de Itabaiana
A Região Geográfica Intermediária de Itabaiana é uma das duas regiões intermediárias do estado brasileiro de Sergipe e uma das 134 regiões intermediárias do Brasil, criadas pelo Instituto Brasileiro de Geografia e Estatística (IBGE) em 2017. É composta por 29 municípios, distribuídos em três regiões geográficas imediatas.
Sua população total estimada pelo Instituto Brasileiro de Geografia e Estatística (IBGE) para 1º de julho de 2018 é de 677 525 habitantes, distribuídos em uma área total de 12 357,746 km².
Itabaiana é o município mais populoso da região intermediária, com 103 439 habitantes, de acordo com censo de 2022 do Instituto Brasileiro de Geografia e Estatística (IBGE).

## Regiões geográficas imediatas
| Região geográfica imediata                            | Municípios | População Censo 2022 | Área (km²) |
| ----------------------------------------------------- | --- | -------------------- | ---------- |
| Região Geográfica Imediata de Lagarto                 | Lagarto Poço Verde Riachão do Dantas Salgado Simão Dias Tobias Barreto | 255 448              | 3 775,483  |
| Região Geográfica Imediata de Itabaiana               | Areia Branca Campo do Brito Carira Frei Paulo Itabaiana Macambira Malhador Moita Bonita Nossa Senhora Aparecida Pedra Mole Pinhão Ribeirópolis São Domingos São Miguel do Aleixo | 252 040              | 3 143,283  |
| Região Geográfica Imediata de Nossa Senhora da Glória | Canindé de São Francisco Feira Nova Gararu Graccho Cardoso Itabi Monte Alegre de Sergipe Nossa Senhora da Glória Poço Redondo Porto da Folha                                     | 170 037              | 5 438,980  |
| Total                                                 | 29 | 677 525              | 12 357,746 |